# Saliha
Pour les articles homonymes, voir Saliha (homonymie).
Saliha (arabe : صليحة), de son vrai nom Salouha Ben Ibrahim Ben Abdelhafidh, née en 1914 à Nebeur et morte le 26 novembre 1958 à Tunis, est une chanteuse tunisienne d'origine algérienne.
Artiste passionnée et authentique, elle demeure à travers ses chansons attachée à son terroir et à ses origines campagnardes.

## Biographie

### Jeunesse
La recherche d'un travail oblige son père Ibrahim, originaire de Souk Ahras en Algérie, et sa mère à quitter leur région pour Mateur avant de gagner la capitale Tunis. Saliha et sa sœur aînée Eljia sont alors placées comme filles au pair dans une famille bourgeoise, celle de Mohamed Bey (frère de Moncef Bey) dont la maison reçoit alors les grands artistes et où les princesses apprennent à chanter et jouer aux différents instruments.
En côtoyant cet environnement artistique, Saliha commence à développer ses capacités en imitant les chants des princesses avec une note bédouine. Son contact avec le milieu artistique continue lorsqu'elle part travailler en 1927 dans la maison d'une chanteuse professionnelle, dénommée Badria, rue El Bacha à Tunis ; son don au chant y est découvert pour la première fois par l'avocat Hassouna Ben Ammar. La mort subite de ses deux jeunes frères et le divorce de ses parents sont des épreuves difficiles pour elle. Alors que sa sœur aînée suit son père, Saliha préfère rester avec sa mère. Lorsqu'on la marie très jeune, elle pense se reconstruire et se stabiliser en fondant une famille mais son couple vole en éclats malgré trois maternités dont une seule fille survivra,.

### Consécration
C'est alors qu'elle rencontre Béji Sardahi, oudiste et directeur d'un orchestre réunissant notamment Ibrahim Salah au qanûn et Kaddour Srarfi au violon. Il l'intègre dans sa troupe musicale sous le pseudonyme de Soukeina Hanem et lui compose quelques chansons en tunisien. C'est en 1938 qu'elle apparaît pour la première fois sur scène. À l'occasion de l'inauguration de Radio Tunis, elle chante au Théâtre municipal de Tunis lors d'un concert retransmis en direct sur les ondes de la radio. Puis, elle croise le chemin de Mustapha Sfar, fondateur de La Rachidia, qui lui fait intégrer l'institution marquée alors par la présence de Chafia Rochdi.

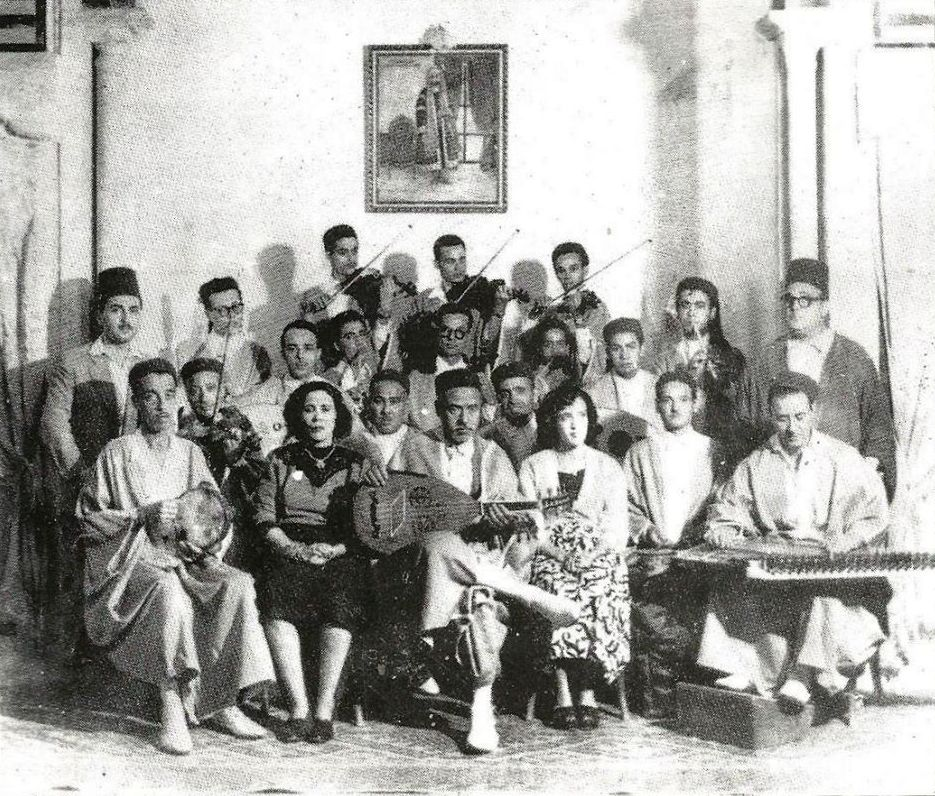
Saliha au sein de la troupe de La Rachidia.

Il est alors convenu qu'elle touche une rémunération mensuelle et bénéficie d'un logement dont le loyer est pris en charge par La Rachidia. En contrepartie, elle s'engage à ne chanter qu'au profit de La Rachidia. Les musiciens Khemaïs Tarnane, Mohamed Triki et Salah El Mahdi la prennent alors sous leurs ailes et lui composent une série de chansons dont les paroles sont écrites par d'illustres poètes appartenant à Taht Essour. Dès le départ, ces chansons sont des succès tels qu'Abdelhamid Ben Aljia déclare : « Saliha et La Rachidia ne font plus qu'un ». Encensée par la critique, elle affronte dans le même temps une succession d'échecs affectifs. Elle déserte finalement La Rachidia pour entreprendre un nouvel itinéraire artistique plus conforme à ses aspirations.
Toutefois, dans sa quête mouvementée, elle reste indifférente aux conseils de ses médecins lui demandant de garder le lit. Fin 1957, elle chante au Kef en compagnie de Ridha Kalaï. En descendant de la scène, elle s'effondre et doit se faire opérer. Elle reste clouée au lit durant trois mois mais, malgré une convalescence inachevée, décide de revenir à la chanson en dépit de l'avis contraire de ses médecins.

### Fin de vie
Usée par la maladie et après des années de gloire, Saliha se produit pour la dernière fois en public le 10 novembre 1958 au Théâtre municipal de Tunis, lors d'un concert qui regroupe des chanteurs des pays du Maghreb. Épuisée et éprouvée par une grave maladie incurable, elle ne peut se tenir debout et s’appuie sur une chaise. Quinze jours plus tard, après une deuxième opération, elle meurt le 26 novembre à l'âge de 44 ans dans une clinique de Tunis. Sa mort est un événement national : son cortège funèbre, après avoir quitté le domicile de sa fille, la chanteuse Choubeila Rached, se rend entouré d'une foule de près de 20 000 personnes.

## Hommages
En 1957, le président Tunisien Habib Bourguiba apprend que l'étoile de la Rachidia est malade, il lui rend hommage en assistant à un de ses concerts et en la félicitant.
La Poste tunisienne émet le 21 décembre 1998 un timbre postal à son effigie dans le cadre d'une série philatélique comprenant aussi Ali Riahi et Kaddour Srarfi.
À l'occasion du centenaire de sa naissance, la cheffe d'orchestre Amina Srarfi organise le 5 avril 2014 un spectacle musical au Théâtre municipal de Tunis. Des festivités ont également lieu à l'espace El-Kasbah du Kef à partir du 29 mai 2014.

## Répertoire
| Titre                          | Nom original             | Poète/parolier        | Compositeur     |
| ------------------------------ | ------------------------ | --------------------- | --------------- |
| Touness elyoum brat            | تونس اليوم برات          | Ahmed Kheireddine     | Salah El Mahdi  |
| Ya khdoud et-toffah            | ياخدود التفّاح            | Belhassen Ben Chedly  | Salah El Mahdi  |
| Om lahsan ghannat ·            | أم الحسن غنّات            | Arbi Kabadi           | Khemaïs Tarnane |
| Mridh fani                     | مريض فاني                | Othmane El Gharbi     | Salah El Mahdi  |
| Aàïoun soud                    | عيون سود                 | Mohamed Marzouki      | Mohamed Triki   |
| Ya khil salem                  | يا خيل سالم              | inconnu               | inconnu         |
| Men frag ghzali                | من فراق غزالي            | inconnu               | inconnu         |
| Bakhnoug ·                     | بخنوق                    | inconnu               | inconnu         |
| Kif dar kass el hobb           | كيف دار كاس الحب         | Hédi Dhab             | Khemaïs Tarnane |
| Habbitha ma lgit menha manja   | حبّيتها ما لقيت منها منجى | Mohamed Marzouki      | Salah El Mahdi  |
| Na wejjemel frida              | نا والجمال فريدة         | inconnu               | inconnu         |
| Sag najàek sag                 | ساق نجعك ساق             | inconnu               | inconnu         |
| Aàordhouni zouz sbaya          | عرضوني زوز صبايا         | inconnu               | inconnu         |
| Nenni ahna mnam                | ننّي أهنى منام            | Hédi Laâbidi          | Khemaïs Tarnane |
| Fel ghorba fenani ·            | في الغربة فناني          | inconnu               | inconnu         |
| Chargi gheda bezzine           | شرق غدا بالزين           | inconnu               | inconnu         |
| Màa el àazzaba                 | مع العزّابة               | inconnu               | inconnu         |
| Rabbi àatani kol chay bekmalou | ربّي عطاني كل شي بكمالو   | Belhassen Ben Chedly  | Khemaïs Tarnane |
| Dar el falak                   | دار الفلك                | Abdelmajid Ben Jeddou | Salah El Mahdi  |
| Ya khlila                      | ياخليلة                  | Ali Ameur             | Salah El Mahdi  |
| Wadaàouni                      | وادعوني                  | inconnu               | inconnu         |
| Ya khaïna                      | ياخاينة                  | Ahmed Kheireddine     | Khemaïs Tarnane |
| Hozt-al-baha                   | حزت البها                | Othmane El Gharbi     | Khemaïs Tarnane |
| Yalli boodek dhayaà fekri      | يلّي بعدك ضيّع فكري        | Jalaleddine Naccache  | Khemaïs Tarnane |
| Sag najàak ber-ranna           | ساق نجعك برنّة            | Kaddour Srarfi        | Kaddour Srarfi  |
| Hajr el Habib                  | هجر الحبيب               | Mustapha Agha         | Khemaïs Tarnane |
| Awtari-w-oudi                  | أوتاري و عودي            | Ahmed Kheireddine     | Salah El Mahdi  |
| Ya laimi àazzine               | يا لايمي على الزّين       | Jalaleddine Naccache  | Mohamed Triki   |
| Ghzali nafar                   | غزالي نفر                | Mohamed Marzouki      | Khemaïs Tarnane |
| Mouhal kelmet ah               | محال كلمة آه             | Ahmed Kheireddine     | Khemaïs Tarnane |